# Дьячков, Алексей Иванович
Алексей Иванович Дьячков (5 августа 1900 — 29 сентября 1968) — советский педагог-дефектолог, доктор педагогических наук (1957), профессор (1958). Участник Великой Отечественной войны.

## Биография
Родился 5 августа 1900 года в с. Крюково (ныне — Мещовского района Калужской области). После школы с 1921 года работал учителем, с 1925 — инспектором отдела народного образования.
В 1931 году окончил дефектологический факультет 2-го МГУ. По окончании института преподавал в ВУЗах Москвы.
В первые дни войны ушёл в народное ополчение, был тяжело ранен.
С 1942 года — в МГПИ им. В. И. Ленина: заведующий кафедрой сурдопедагогики, декан дефектологического факультета; с 1951 года — директор Научно-исследовательского института дефектологии АПН СССР.
Скончался в 1968 году. Похоронен на Даниловском кладбище.

## Научная деятельность
Область научных интересов: методики обучения слабослышащих детей.

### Избранные труды
- Хрестоматия по истории воспитания и обучения глухонемых детей в России. Т. 1. М.;
- Методика преподавания арифметики в шк. глухонемых. 2-е изд. М., 1953;
- Воспитание и обучение глухонемых детей. М., 1957.

## Награды
- медаль К. Д. Ушинского (1960)
- орден высшей степени Всемирной федерации глухих (1971).